# Górnik Złotoryja
Złotoryjski Klub Sportowy Górnik Złotoryja — klub piłkarski ze Złotoryi, występujący w sezonie 2024/2025 w IV lidze, gr. dolnośląskiej.

## Informacje ogólne
- Pełna nazwa: Złotoryjski Klub Sportowy Górnik Złotoryja
- Rok założenia: 1950
- Barwy Klubowe: żółto-zielone
- Adres: Sportowa 7, 59-500 Złotoryja
- Stadion: Miejski

pojemność: 1000 miejsc
oświetlenie: brak

## Sukcesy
- występy w III lidze: 1992/1993, 1993/1994[1]
- 1/16 finału Pucharu Polski